# Sleepers (série de televisão)
Sleepers é uma série de televisão policial neerlandesa, criada e desenvolvida por Robert de Hoog e Simon de Waal para o Videoland, onde estreou em 8 de dezembro de 2022.

## Elenco
- Robert High como Martin Oudkerk
- Maryam Hassouni como Nora Oudkerk
- Ravi Beeuwkes como Max Oudkerk
- Teun Kuilboer como William
- Mike Reus como Robert van den Broek
- Hans Kessing como Hank van Praga
- Lineke Rijxman como Ann van Praga
- Julmar Simons como Dwight
- Chems Eddine Amar como Tarik Masina
- Mary Heebink como Els Everse
- Chris Peters como Frankie Til
- Ilias Chouitar como Hamid
- Sabri Sadik como Rachid Amrabat
- Rifka Lodeizen como Judith Schouten
- Nazmiye Oral como Gülshan Sur
- Hans Dagelet como Frits
- Daniella Down como Susan Johnson
- Gillis Biesheuvel como Vicente
- Mouad Ben-Chaib como Rato
- Dylan Yurdakul como Diana van Lier